# Лязева, Анастасия Сергеевна
Анастасия Сергеевна Лязева (род. 4 февраля 1992 года, Санкт-Петербург) — российская пловчиха, Мастер спорта России международного класса, многократная чемпионка и рекордсменка России. Двукратный призёр Всемирных военных игр (2015, 2019). Многократный призёр этапов Кубка vира. Победитель и призёр Кубка России.

## Спортивная карьера
Воспитанница детско-юношеской спортивной школы «Дельфин» занимается плаванием с 8 лет, первый тренер Елена Юрьевна Егорова. В 12 лет стала победителем всероссийских соревнования по плаванию «Веселый Дельфин». Выполнила норматив Мастер спорта России по плаванию в 2005 году в возрасте 13 лет.
В 2006 году стала серебряным призером первенства России (Волгоград) на дистанции 100 м.
В 2007 году выиграла Первенство России на дистанции 50 м баттерфляй и стала победителем Первых Черноморских Игр (Трабзон, Турция) на дистанции 50,100[уточнить] м и завоевала бронзовую награду на дистанции 200 м.
В 2008 году перешла к Михаилу Валерьевичу Чернышову, стала победителем первенства России на дистанции 50 м.
В 2009 году выполнила норматив Мастер спорта России международного класса.
В 2010 году на Кубке России стала серебряным призёромна дистанции 200 м.
В 2011 году впервые выиграла чемпионат России по плаванию в короткой воде на дистанции 50 м, также стала бронзовым призером Этапа Кубка Мира на дистанции 50 м. На Кубке России в 2011 году победилана дистанции 50 м и стала серебряным призеромна дистанции 200 м.
В 2012 году выиграла чемпионат России по плаванию в короткой воде на дистанции 200 м.
В 2013 году отобралась на всемирную летнюю Универсиаду 2013, выступала на дистанциях 50, 100, 200 м.
В 2014 году на чемпионате России по длинной воде завоевала серебряную и бронзовуюнаграды на 50 и 100 м, соответственно. На этапе Кубка мира стала дважды серебряным призером на дистанциях 50 и 100 м. На чемпионате России на короткой воде стала обладателем национального рекорда на дистанции 50 м и отобралась на Чемпионат мира по плаванию на короткой воде 2014. В полуфинале чемпионата мира заняла 14-е место.